# Civilización (álbum)
Civilización (estilizado como Civilizaciòn) es el séptimo y último álbum de estudio del grupo musical de Argentina Los Piojos. Fue presentado en Avenida Corrientes ante miles de personas. Recorrieron Capital Federal con un camión mostrando todo su nuevo material. Salió desde Corrientes y Callao y terminó en el Obelisco. Alcanzó el doble disco de platino al poco tiempo de su lanzamiento. La presentación oficial fue en el Polideportivo de Mar del Plata los días 17 y 18 de agosto de 2007.

## Descripción
Este álbum, al igual que el anterior Máquina de sangre, trae un track interactivo para PC, donde se pueden ver fotos de ensayos, grabación, etc., incluye un enlace donde se podía ver el video musical de la versión alternativa de «Difícil» (actualmente la página de Los Piojos donde se podía ver el video está cerrada) y las canciones del CD con las letras con fondos interactivos y opcionales.
De este disco se desprenden varios clásicos del grupo musical como «Bicho de ciudad», «Civilización», «Basta de penas», «Pacífico», «Difícil», entre otros. Se vendieron más de 100 mil copias del álbum.

## Lista de canciones
| Civilización |                       |                        |                                                                                     |          |  |
| N.º          | Título                | Letras                 | Música                                                                              | Duración |  |
| 1.           | «Manjar»              | Andrés Ciro Martínez   | Los Piojos                                                                          | 4:32     |  |
| 2.           | «Pacífico»            | Andrés Ciro Martínez   | Andrés Ciro Martínez                                                                | 4:42     |  |
| 3.           | «Civilización»        | Andrés Ciro Martínez   | Andrés Ciro Martínez                                                                | 4:25     |  |
| 4.           | «Bicho de ciudad»     | Daniel Fernández       | Andrés Ciro Martínez · Daniel Fernández                                             | 5:20     |  |
| 5.           | «Pollo viejo»         | Andrés Ciro Martínez   | Andrés Ciro Martínez · Daniel Fernández · Gustavo Kupinski · Miguel Ángel Rodríguez | 4:36     |  |
| 6.           | «Cruces y flores»     | Daniel Fernández       | Daniel Fernández                                                                    | 3:37     |  |
| 7.           | «Difícil»             | Andrés Ciro Martínez   | Andrés Ciro Martínez · Daniel Fernández                                             | 5:09     |  |
| 8.           | «Un buen día»         | Miguel Ángel Rodriguez | Miguel Ángel Rodriguez                                                              | 3:02     |  |
| 9.           | «Basta de penas»      | Andrés Ciro Martínez   | Andrés Ciro Martínez                                                                | 4:10     |  |
| 10.          | «Unbekannt»           | Andrés Ciro Martínez   | Los Piojos                                                                          | 4:29     |  |
| 11.          | «Salitral»            | Andrés Ciro Martínez   | Gustavo Kupinski                                                                    | 3:52     |  |
| 12.          | «Hoy es hoy»          | Andrés Ciro Martínez   | Andrés Ciro Martínez                                                                | 4:27     |  |
| 13.          | «Buenos días Palomar» | Andrés Ciro Martínez   | Los Piojos · Daniel Buira                                                           | 5:56     |  |
| 58:32        |                       |                        |                                                                                     |          |  |

## Músicos
- Andrés Ciro Martínez - Voz, armónica, guitarra y coros.
- Gustavo "Tavo" Kupinski - Guitarra, bandoneón y coros.
- Daniel "Piti" Fernández - Guitarra y coros.
- Miguel Ángel "Micky" Rodríguez - Bajo, voz y coros.
- Sebastián "Roger" Cardero - Batería y coros.
- Facundo "Changuito" Farías Gómez - Percusión y coros.
- Miguel "Chuky" de Ípola - Piano, teclados y órgano hammond.

## Premios y nominaciones
| Año                 | Categoría                 | Trabajo      | Resultado |
| ------------------- | ------------------------- | ------------ | --------- |
| Premios Gardel 2008 | Mejor álbum grupo de rock | Civilización | Ganador   |
| Premios Gardel 2008 | Mejor diseño de portada   | Civilización | Nominado  |
| Premios Gardel 2008 | Canción del año           | «Pacífico»   | Nominado  |
| Premios Gardel 2008 | Álbum del año             | Civilización | Nominado  |
| Premios Gardel 2008 | Ingeniería de grabación   | Civilización | Nominado  |

## Cortes de difusión
- «Pacífico» (2007)
- «Difícil» (2007)
- «Bicho de ciudad» (2008)
- «Basta de penas» (2008)
- «Civilización» (2008)
- «Hoy es hoy» (2008)

## Vídeos musicales
- «Difícil» (2007)
- «Pacífico» (2007)
- «Bicho de ciudad» (2008)
- «Hoy es hoy» (2008)

## Curiosidades
- La canción «Pacífico» fue dedicada a un excombatiente de Malvinas.
- La canción «Civilización» hace referencia al músico Manu Chao.

## Arte de tapa

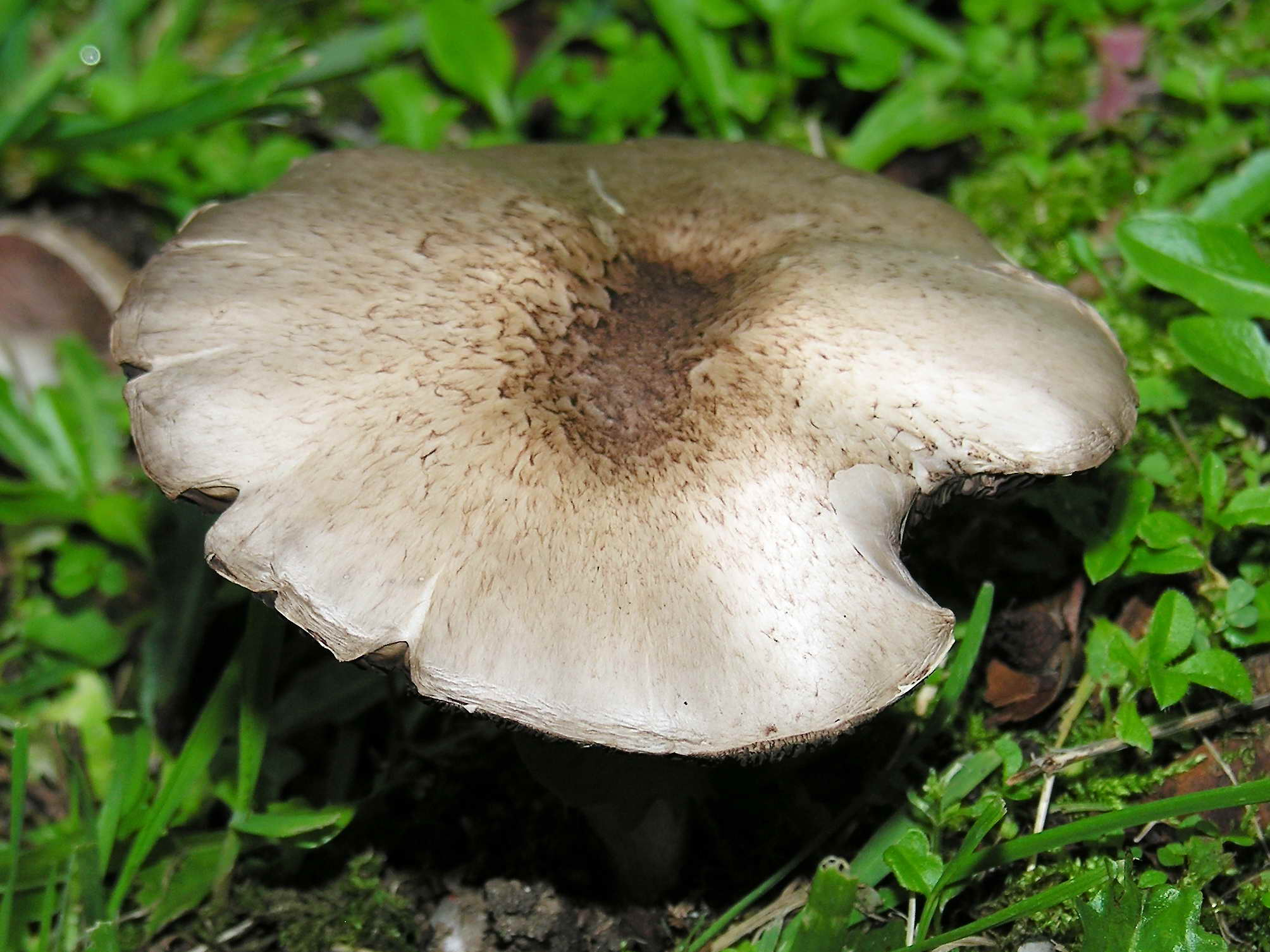
Un hongo es la imagen de la tapa de Civilización.

El arte de tapa de Civilización está cubierto por un gel. Dado que la prensa decía que la imagen que aparecía era un pecho de una mujer, Los Piojos pusieron un concurso en su página web para ver si los fanes acertaban lo que en realidad era esa imagen. La imagen es una fotografía de un hongo que crecía en una quinta que Los Piojos tenían en Paso del Rey.